# Ι-カラギナーゼ
ι-カラギナーゼ (Iota-carrageenase, EC 3.2.1.157) は、系統名をι-カラギーナン 4-β-D-グリカノヒドロラーゼ (iota-carrageenan 4-beta-D-glycanohydrolase (configuration-inverting)) という酵素である。以下の化学反応を触媒する。
ι-カラギーナン中のD-ガラクトース-4-硫酸3,6-アンヒドロ-D-ガラクトース-2-硫酸の間の (1->4)-β-D-結合をエンド型で加水分解する。
加水分解の主生成物は、ι-ネオカラテトオラオース硫酸とι-ネオカラヘキサオース硫酸である。